# Louis-Clémentin Bruyerre
Louis-Clémentin Bruyerre (París, 1831-París, 1887) fue un arquitecto y arqueólogo francés.

## Biografía
Nacido en diciembre de 1831 en París, fue alumno de Garrez, de Constant Dufeux y de la Escuela de Bellas Artes. Ganó el Premio Rougevin en 1857 por un étude de tribune pour la Chambre des députés y estuvo vinculado durante varios años a los trabajos en el palacio de las Tullerías bajo la dirección de Lefuel.
Interesado por los monumentos antiguos franceses, Bruyerre, quien se convirtió en arquitecto y posteriormente en subinspector general de monumentos históricos, se distinguió por sus estudios, proyectos y restauraciones en el templo de Mercurio en la cima del Puy-de-Dôme, restos de antiguas iglesias en la catedral de Périgueux y las iglesias de Saint-Nectaire, Orcival, Saint-Saturnin y Royat en el departamento de Puy-de-Dôme, y de Mauriac en el departamento de Cantal. Condecorado con una medalla de primera clase en la Exposición Universal de 1878, fue nombrado caballero de la Legión de Honor en 1879. Falleció el 24 de enero de 1887 en París.